# Comunidad Católica Shalom
La Comunidad Católica Shalom (CCSh) es una asociación privada internacional de fieles de la Iglesia católica, fundada el 9 de julio de 1982 en Fortaleza, Ceará, Brasil, por Moysés Louro Azevedo Filho. Vinculada a la Renovación Carismática Católica (RCC), fue reconocida por la Santa Sede el 22 de febrero de 2007 y está presente en más de 40 países, con un enfoque en la evangelización de jóvenes a través de misiones, eventos y grupos de oración. Sociológicamente, se la analiza como una de las "Nuevas Comunidades" más influyentes del catolicismo brasileño contemporáneo, destacándose por la centralidad carismática de su fundador y por procesos racionales de institucionalización.

## Historia

### Fundación
La Comunidad Shalom surgió en 1982, cuando Moysés Azevedo, entonces de 22 años, abrió una cafetería en Fortaleza como medio para evangelizar a los jóvenes, inspirado por un encuentro con el Papa Juan Pablo II en 1980, durante el X Congreso Eucarístico Internacional. Este evento es narrado como un "mito fundador" en la memoria colectiva de la CCSh, reforzado por la oferta simbólica de su vida al Papa y la inauguración del primer Centro de Evangelización Shalom. Emmir Nogueira, cofundadora, se unió al proyecto en 1983, contribuyendo a su expansión inicial.

### Expansión e institucionalización
A partir de la década de 1990, la CCSh se expandió por Brasil y, posteriormente, a países como Francia, Canadá e Italia, alcanzando más de 160 diócesis en 40 países hasta 2018. El Festival Halleluya, iniciado en 1997, se convirtió en un hito en la evangelización juvenil, atrayendo multitudes anualmente. En 2007, recibió el reconocimiento pontificio como Asociación Privada Internacional de Fieles, con estatutos aprobados en 2012 por el Papa Benedicto XVI. En 2017, cerca de 3.000 miembros fueron recibidos por el Papa Francisco en el Vaticano.

## Estructura y funcionamiento
La CCSh se organiza en dos ramas principales: la Comunidad de Vida (CV), con cerca de 1.600 miembros que viven en residencias comunitarias bajo votos de pobreza, castidad y obediencia, y la Comunidad de Alianza (CA), con aproximadamente 11.000 miembros que mantienen una vida secular mientras siguen el carisma Shalom. La Obra Shalom, con unos 20.000 participantes, incluye a simpatizantes que asisten a grupos de oración y eventos sin vínculo formal. La sede, conocida como Diaconía General, se encuentra en Aquiraz, Ceará. Desde 2019, la comunidad opera la radio Shalom FM 91.7 en Fortaleza.
El liderazgo lo ejerce Moysés Azevedo como Moderador General, un cargo que centraliza la autoridad carismática y burocrática, legitimado tanto por la fe de los miembros como por la estructura institucional. La CCSh también mantiene obras como editoriales, escuelas de evangelización y proyectos sociales.

## Carisma y espiritualidad
El carisma de Shalom se basa en tres pilares: contemplación, unidad y evangelización, con énfasis en el "amor esponsal" y la "vida de intimidad con Dios", influenciados por Santa Teresa de Ávila y San Francisco de Asís. Prácticas como el "bautismo en el Espíritu" y la glosolalia son centrales en los grupos de oración, reflejando la influencia de la RCC. Los miembros de la CV siguen una rutina ascética, mientras que los de la CA adaptan estas prácticas a la vida cotidiana. El símbolo del Tau se adopta tras dos años de formación.

## Análisis sociológico
La CCSh es objeto de estudio en la sociología de la religión por su combinación de carisma y racionalidad burocrática. Según Emanuel Freitas da Silva, la autoridad de Moysés Azevedo se construye mediante procesos sociales que lo posicionan como un "elegido" excepcional, mientras que otras lideranzas, como Emmir Nogueira, ocupan roles subordinados, reflejando una división de género tradicional en el catolicismo. Moysés es visto como el "revelador" del carisma, mientras que Emmir actúa como "intérprete", legitimándolo a través de formaciones y escritos. Esta dinámica, anclada en la creencia en su predestinación divina y en la legitimación institucional, desafía y complementa la teoría weberiana del carisma, que prevé su rutinización en estructuras formales.